# Cruzeiro dos Peixotos
Cruzeiro dos Peixotos  é um distrito no município brasileiro de Uberlândia, do estado de Minas Gerais. 
- Fica ao norte do município, à 28km do Centro.
- Para se ter acesso ao distrito de Cruzeiros Peixotos, deve seguir pela Av. Antônio Thomas Ferreira Rezende, no sentido Distrito Industrial Norte e posteriormente a Rodovia Municipal Neuza Rezende.
- Cruzeiro dos Peixotos juntamente com o distrito vizinho, Martinésia, são atendidos pela linha de ônibus do transporte público D280 (Viação São Miguel), que parte do Terminal Umuarama, na zona leste de Uberlândia, todos os dias.

## História
Teve um início de formação que não diferiu muito dos demais Distritos. Conta-se que, em 1905, uma das famílias residentes na localidade cravou um cruzeiro (madeira de bálsamo) na área hoje onde se situa a Igreja Santo Antônio. Ali, os moradores das redondezas se reuniam para rezar e, eventualmente, promover eventos para a arrecadação de fundos, que mais tarde seriam usados para a construção da igreja. Fato que chama a atenção era o hábito de se sepultar, ao pé do cruzeiro, as crianças nati-mortas, os "anjinhos". A construção da igreja aconteceu depois que o fazendeiro José Camin, cumprindo uma promessa feita por sua esposa D. Cherubina, levantou a capela no local, consagrada a Santo Antônio e São Sebastião. A imagem de Santo Antônio também foi doada por um morador da região, Sr. José Batista.
No ano de 1915, nova doação de terras feita pelo Sr. José Camin à Câmara Municipal deu origem ao prédio destinado à Escola Rural Estadual. O primeiro armazém foi instalado em 1918. Posteriormente, entre 1930 e 1940, foram instalados um açougue, uma beneficiadora de arroz, uma fábrica de doces, manteiga e queijo. A formação efetiva do povoado se deu por volta de 1925, quando um número considerável de famílias começou a se instalar e, em 1928, o povoado ganhou o primeiro telefone . Em 31 de dezembro de 1943, o decreto-lei nº 1058, da Assembléia Legislativa do Estado de Minas Gerais, criou o Distrito de Cruzeiro dos Peixotos, visto que ja estava estabelecido o Cartório de Paz e Notas do Distrito onde se encontra o estatuto e ata de fundação do mesmo.